# Abdulaziz al-Muqrin

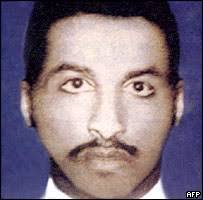
Abdulaziz Issa Abdul-Mohsin al-Muqrin

Abdulaziz Issa Abdul-Mohsin al-Muqrin (Arabisch: عبد العزيز عيسى عبد المحسن المقرن) (Abu Hazim) (geboorteplaats?, 1972 of 1973 - Riyad, 18 juni 2004) was  een leider van al Qaida in Saoedi-Arabië, als opvolger van  Yousif Salih Fahad Al-Ayeeri toen die gedood werd in een schietincident met de politie in mei 2003.
Hij zou de leider geweest zijn van een cel van Al-Qaida die een aantal aanvallen hebben uitgevoerd tegen westerlingen in Saoedi-Arabië in 2004. Een van die voorvallen was het ontvoeren en onthoofden van de Amerikaan Paul Johnson. Al-Moqrin trainde met Osama bin Laden in Afghanistan.
Op 18 juni 2004 werd al-Moqrin gedood bij een actie van de politie in Riyad. Ook drie andere al-Qaida leden werden gedood: Rakan Muhsin Mohammad Alsaykhan, (nummer 2 op lijst van gezochte terroristen), Turki al Muteiri en Ibrahim al Durayhim.